# Condominium (zakpijp)
Condominium is een geslacht van zakpijpen (Ascidiacea) uit de familie van de Protopolyclinidae en de orde Aplousobranchia.

## Soort
- Condominium areolatum (Kott, 1963)
- Condominium floreum Kott, 2008